# Hotagterklip
Hotagterklip è una località costiera sudafricana situata nella municipalità distrettuale di Overberg nella provincia del Capo Occidentale.

## Geografia fisica
La località, affacciata sulle rive dell'oceano Indiano, sorge in prossimità del Capo Agulhas, la punta più meridionale dell'Africa.